# Múscul palmar cutani
El múscul palmar cutani o múscul palmar curt (musculus palmaris brevis), és un múscul prim, en forma de quadrilàter, situat sota l'integument del costat cubital de la mà. Actua per plegar la pell de l'eminència hipotenar transversalment.
S'origina, mitjançant fascicles tendinosos, en el lligament transvers del carp i l'aponeurosis palmar. Les fibres carnoses s'insereixen en la pell en la vora cubital del palmell de la mà, i en algunes casos, en el pisiforme.
És l'únic múscul innervat per la branca superficial del nervi cubital (C8, T1). Està irrigat per l'artèria palmar metacarpiana de l'arc palmar profund.
En la seva acció, tensa la pell del palmell de la mà en el costat cubital, durant una acció d'adherència, i fa més profund el buit del palmell.

## Imatges

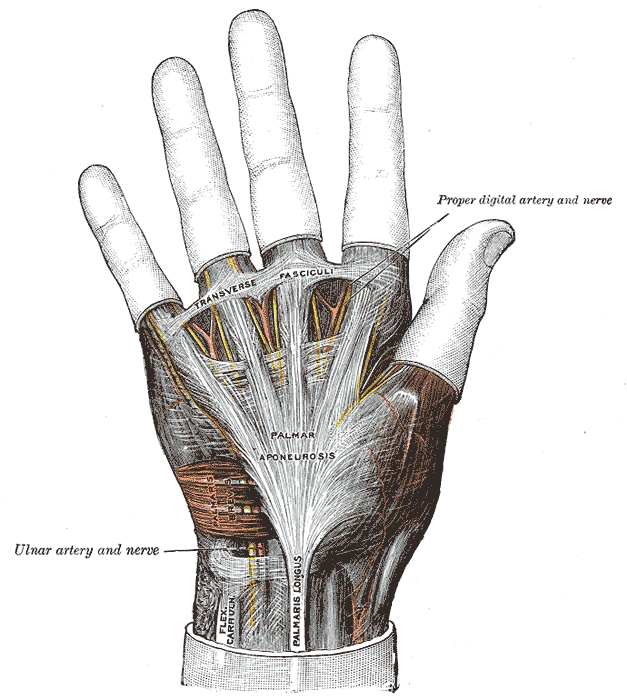
Aponeurosis palmar